# Kopalnia Węgla Kamiennego Mysłowice-Wesoła

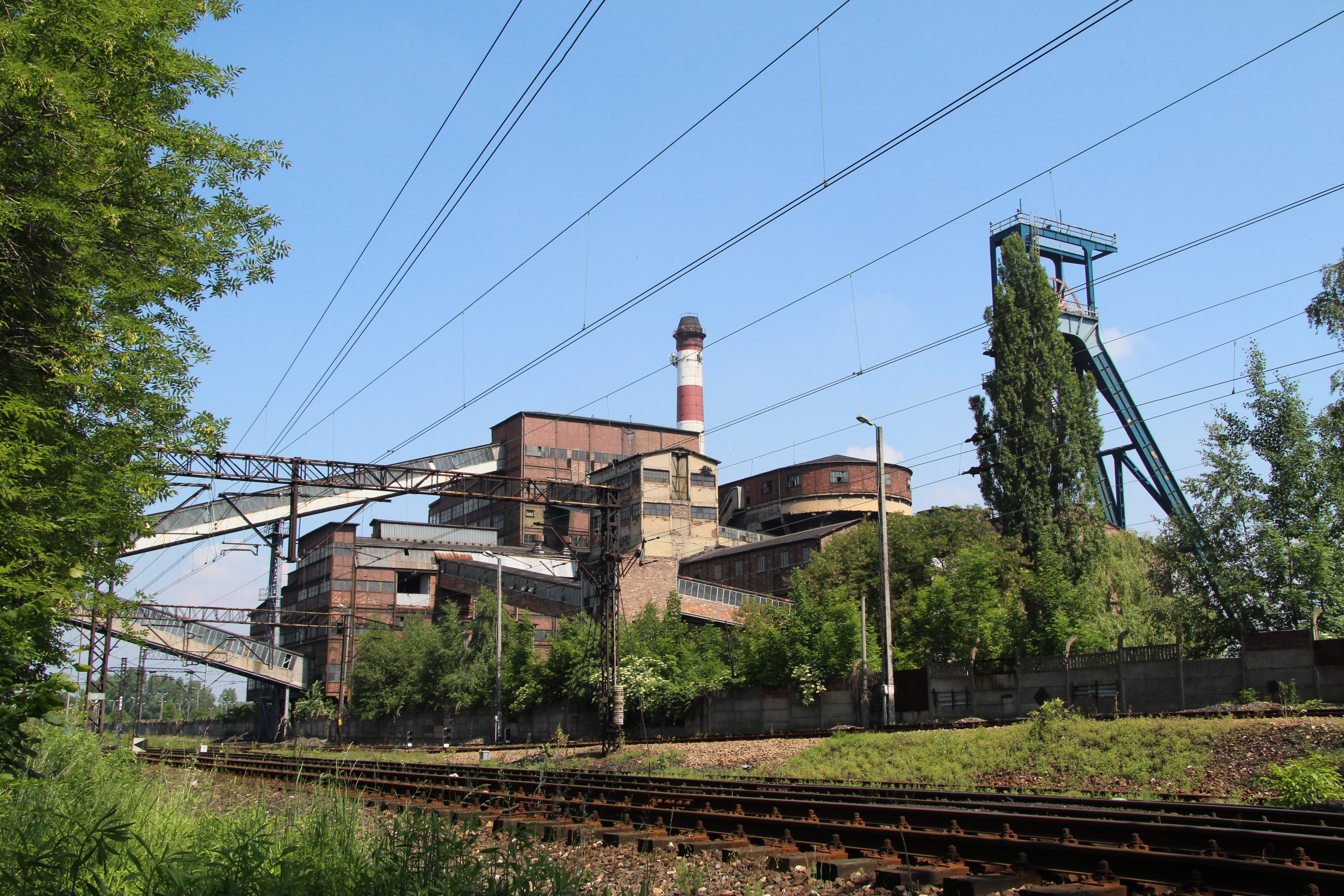
Ruch Mysłowice w 2013 roku

Kopalnia Węgla Kamiennego Mysłowice-Wesoła (Centrum Wydobywcze Kopalnia „Mysłowice-Wesoła” ) – kopalnia węgla kamiennego utworzona 1 stycznia 2007 roku poprzez połączenie kopalń Mysłowice i Wesoła  , jedna z największych kopalń węgla kamiennego w Polsce i Europie .
Połączenie obu kopalń, które należały do Katowickiego Holdingu Węglowego było motywowane względami ekonomicznymi, trudną sytuacją finansową obu kopalń. Ich fizyczne połączenie miało miejsce jeszcze przed oficjalną konsolidacją: łączyły je wyrobiska wentylacyjne. Po utworzeniu kopalni Mysłowice-Wesoła przystąpiono do działań, dzięki którym urobek z ruchu Mysłowice był transportowany do ruchu Wesoła .
1 czerwca 2015 roku ruch Mysłowice, tj. teren dawnej kopalni Mysłowice wraz z szybem Łokietek został przekazany do Spółki Restrukturyzacji Kopalń w celu likwidacji .
Zasoby operatywne to około 232 mln ton węgla o niskiej zawartości siarki, głównie wysokokalorycznego, na obszarze górniczym obejmującym oba ruchy o powierzchni około 57,45 km² . Kopalnia dysponuje 8 szybami: Bronisław, Piotr, Karol, Wacław i Wentylacyjny II na ruchu Wesoła. Na ruchu Mysłowice znajdują się szyby: Wschodni I, Wschodni II (szyby wdechowe) oraz Południowy (szyb wydechowy) .
Wydobycie w 2016 roku wyniosło 2,923 mln ton węgla, w tymże roku wykonano 14 431 m wyrobisk górniczych.
1 kwietnia 2017 roku została przejęta od Katowickiego Holdingu Węglowego przez Polską Grupę Górniczą.

## Wypadki
- W lipcu 2015 roku doszło do wstrząsu w kopalni Mysłowice-Wesoła. W rejonie epicentrum było pięcioro pracowników firmy Uran - jeden z nich zmarł. Poszkodowanych zostało dwóch pracowników firmy Uran, którzy wykonywali tam roboty. Jednego z nich nie udało się uratować[6].
- W listopadzie 2017 roku dziewięciu górników zostało rannych po wstrząsie, do którego doszło w nocy w kopalni Wesoła. Do tąpnięcia doszło przed godziną 3:00 w nocy na głębokości 665 metrów pod ziemią. Wstrząs był odczuwalny nie tylko w Mysłowicach, ale również w okolicznych miastach. W rejonie wstrząsu pracowało około 30 osób[7].
- 10 listopada 2018 roku po godz. 10 w pobliżu ściany wydobywczej 665 m pod ziemią w kopalni doszło do wstrząsu. W rejonie wstrząsu było ok. 20 górników. Prawie wszyscy zostali krótko później ewakuowani i wyjechali na powierzchnię. Nieznany był los jednego z pracowników. Górnik, który został przysypany skałami, po kilkugodzinnej akcji, został przetransportowany na powierzchnię. Okazało się, że niestety nie żyje. Miał 35 lat[8].
- 17 kwietnia 2024 roku o godz. 20:35 nastąpił wstrząs na głębokości 865 metrów. W strefie zagrożenia przebywało 14 górników – z których jeden zginął, a 8 zostało rannych[9][10].